# Торрея
Торея, торрея (Torreya) — рід тропічних хвойних вічнозелених дерев родини тисові. Включає приблизно 6 сучасних видів, які ростуть на сході Азії й у США.

## Етимологія
Рід названий на честь американського ботаніка Джона Торрі.

## Морфологія
Рід дводомних, рідко однодомних дерев висотою від 5 до 25 (інколи до 30) метрів. Хвоя («листя») лілійна, жорстка, темно-зелена, блискуча, гостра, 2–8 см завдовжки і 3–4 мм шириною, знизу з двома білими смужками продихів. Пилкові колоски (мікростробілів) поодинокі; пилок без повітряних мішків. Шишки (мегастробіли) поодинокі або по 2 на короткій пазушні гілочці. Чоловічі (пилок) шишки 5–8 см довжиною, ростуть скупченнями, згруповані в лінії вздовж нижньої частини пагона. Жіночі (насіння) ростуть поодиноко або скупченнями з 2 до 8, дозрівають приблизно за 18 місяців до кістянки. Кістянка стає зрілою на 2-й рік, нагадуючи ягоду, покривається 2–4 сантиметровим м'ясистим покривом, від зеленого до фіолетового (при зрілості) забарвлення. Плоди деяких видів їстівні.
Всі частини рослини мають досить неприємний запах.

## Поширення
Представники цього роду поширені більшою частиною в Азії, переважно в центрально-східній частині Китаю де вони є ендеміками (через їхню схильність до зникнення), також поширені в Японії (тільки вид Torreya nucifera, який поширений і в Китаї); деякі види є і в Північній Америці, а саме в західній частині (Каліфорнія) та в східно-південній (Західна Флорида), де вони є ендемічними. Деякі види Torreya розводять на чорноморських узбережжях Криму і Кавказу.

## Охорона
Більшість видів знаходяться на межі зникнення та взяті під охорону.

## Значення
Використовують для виробництва меблів, коробок, оздоблюють вироби. Вирощують Torreya як і декоративну рослину на живоплотах; розмножують насінням і живцями. Їстівні плоди вживають в їжу.

## Класифікація
Точно відомі 6 видів цього роду. Такі класифікування як Species 2000 & ITIS Catalogue of Life: May 2012 і NCBI Taxonomy визнають (мають) 6 видів, класифікування Taxonomic Hierarchy of COL-China 2012 має 4 види, Integrated Taxonomic Information System (ITIS) має 3 види, в IUCN Red List є 5.
Види:
- Torreya californica Torr.
- Torreya dapanshanica X.F.Jin, Y.F.Lu & Zi L.Chen
- Torreya fargesii Franch.
- Torreya grandis Fortune ex Lindl.
- Torreya jackii Chun
- Torreya nucifera Siebold & Zucc.
- Torreya taxifolia Arn.typus
- †Torreya bilinica Saporta & Marion — вимерлий вид, відомий з олігоцену Чехії, раннього міоцену Анатолії, Туреччини й пізнього міоцену Іспанії.
- †Torreya clarnensis Manchester — вимерлий вид із середнього еоцену Орегону, США.

Відомо ще два види — Torreya parvifolia (згідно з POWO це синонім до Torreya grandis var. grandis) та Torreya bogotensis (згідно з POWO це синонім до Retrophyllum rospigliosii), яких до класифікацій включають The Plant List та частинно «Tropicos», де включать вид Torreya yunnanensis (згідно з POWO це синонім до Torreya fargesii var. yunnanensis).

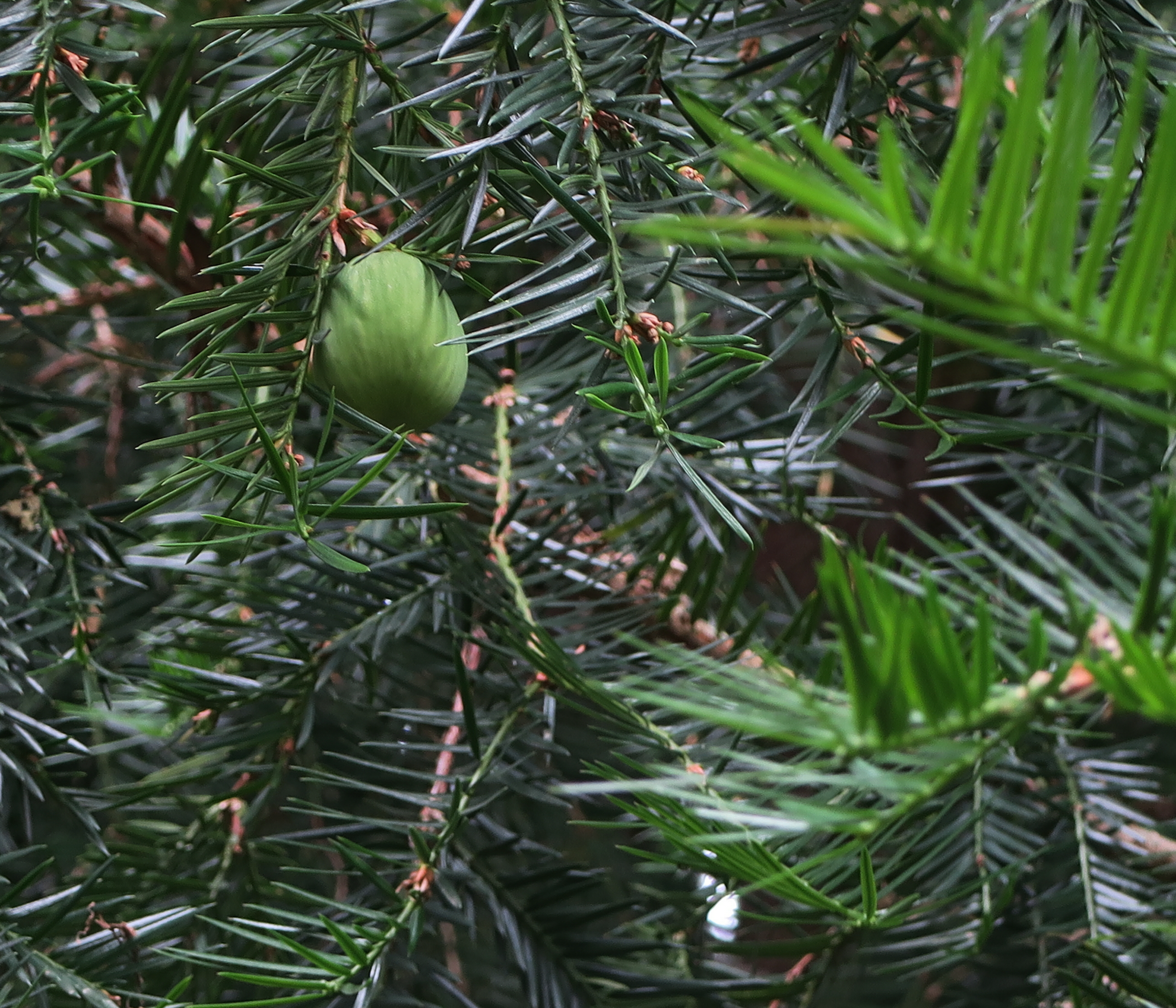
Torreya californica
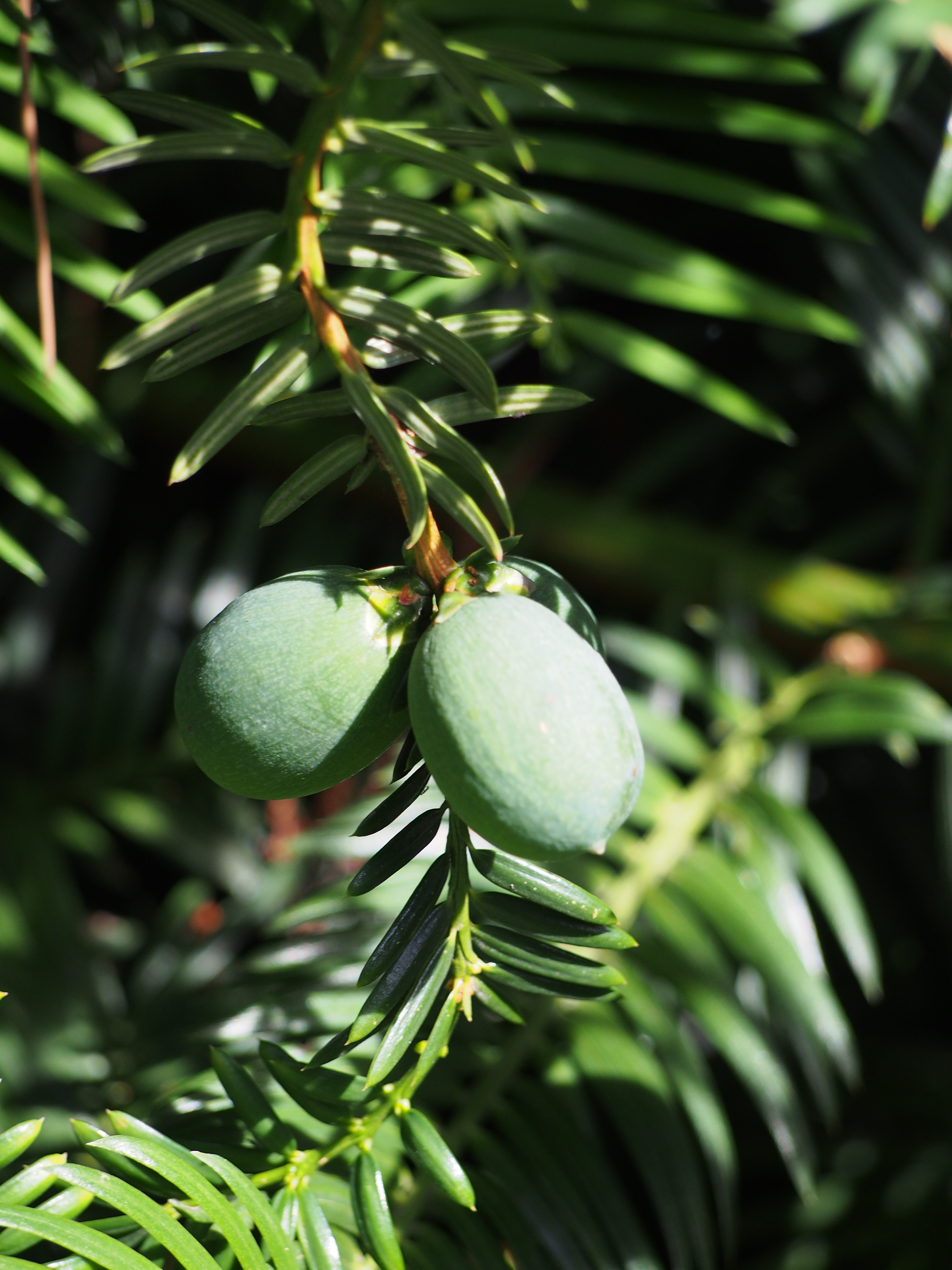
Torreya grandis
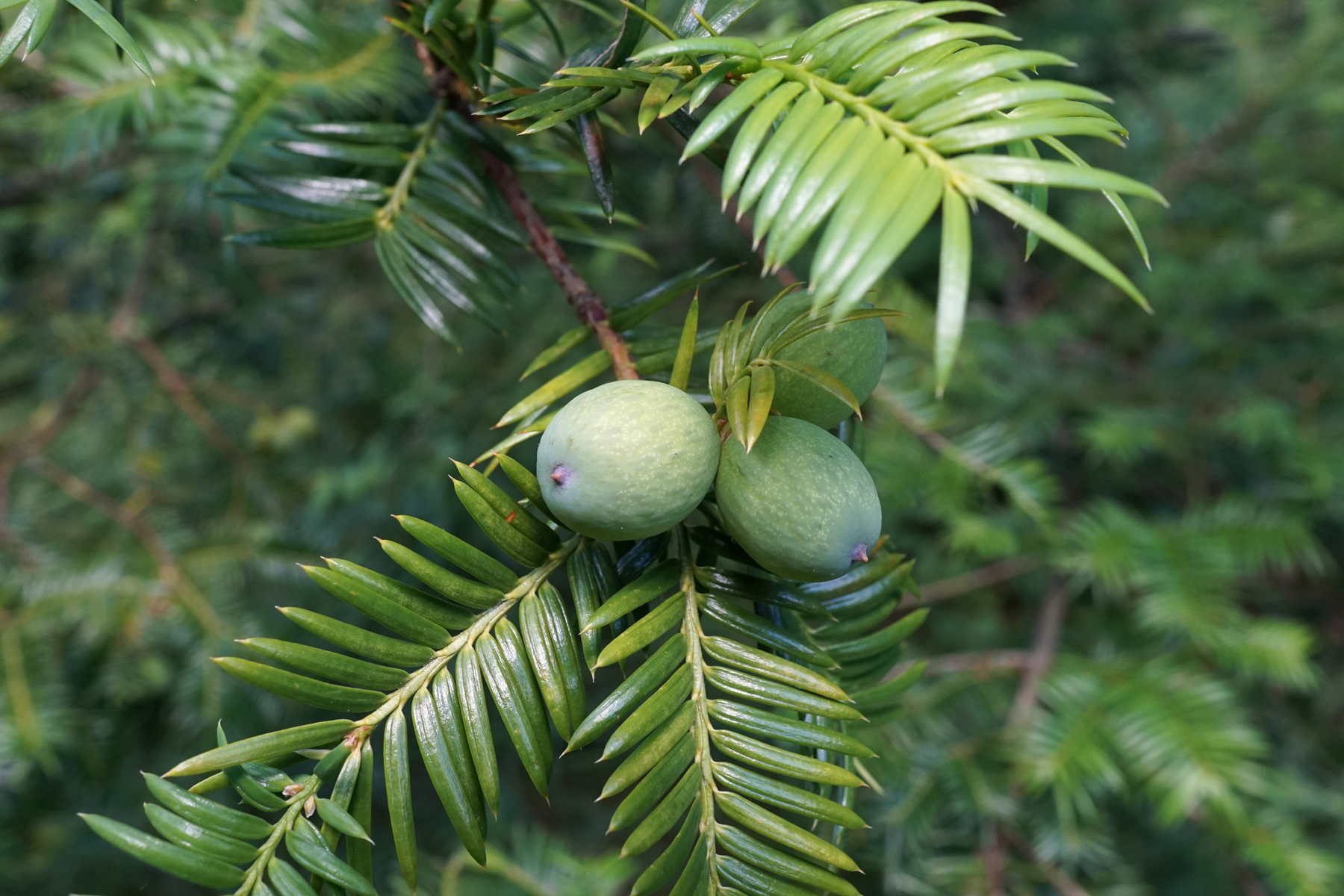
Torreya nucifera
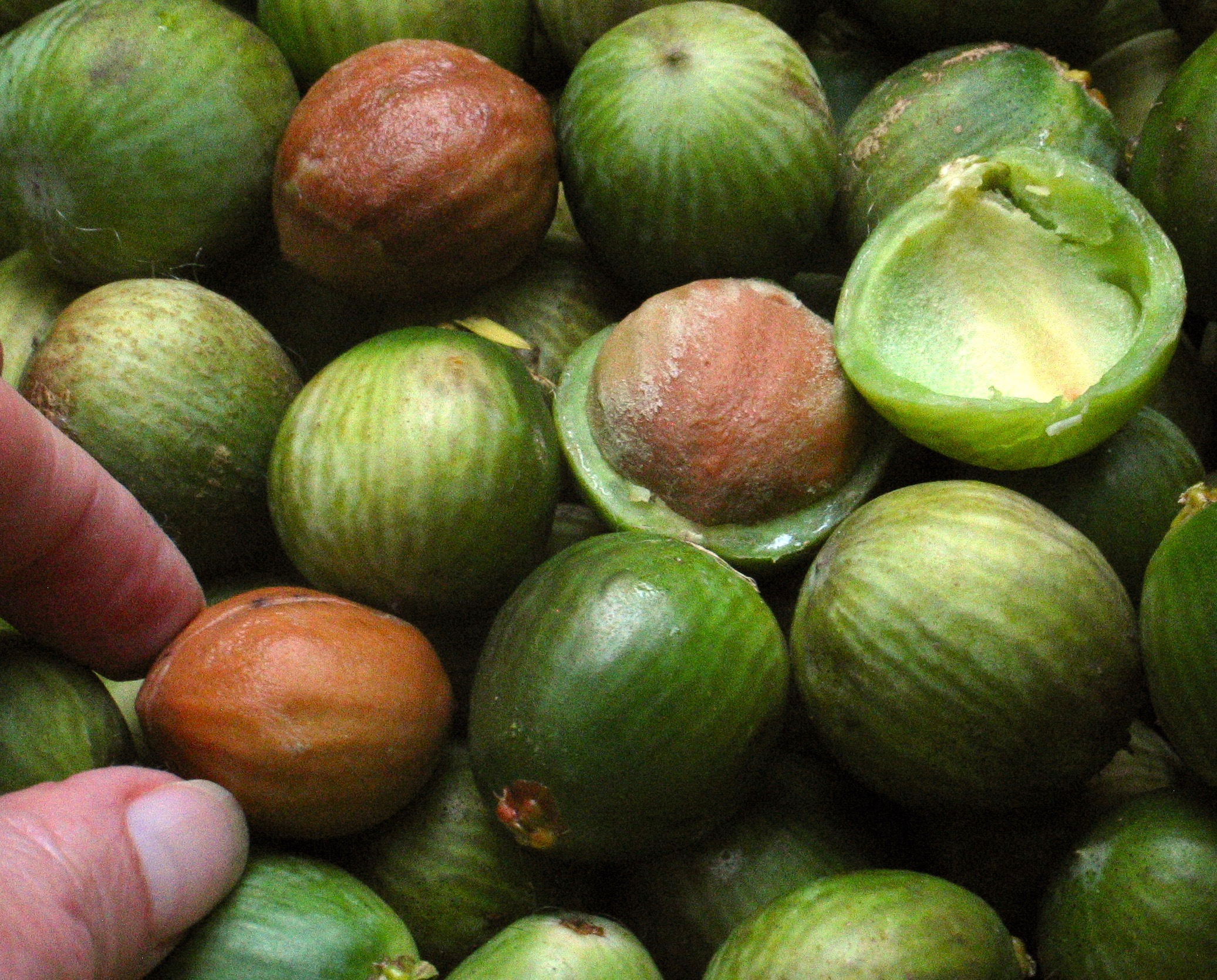
Torreya taxifolia

## Фотогалерея

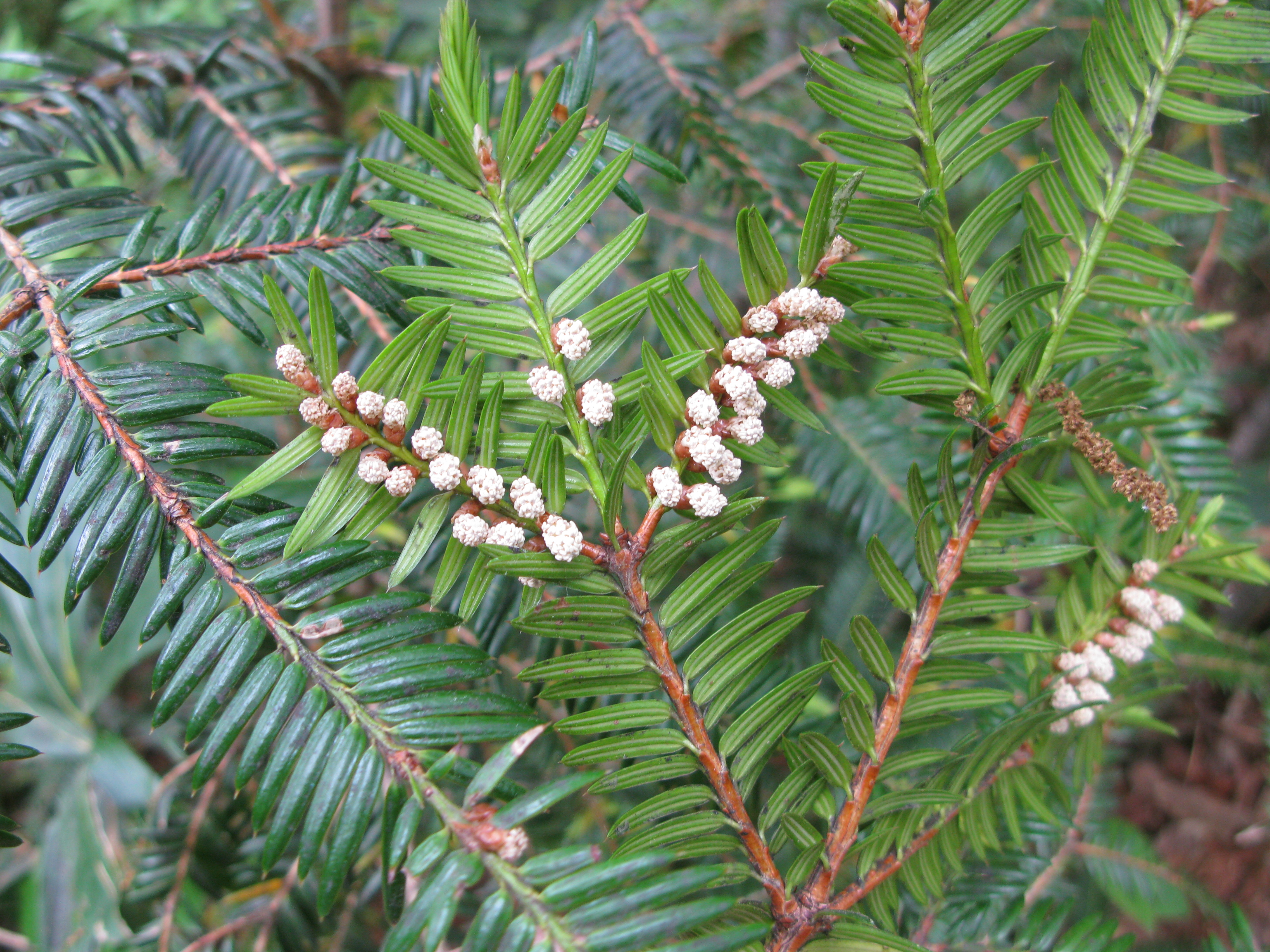
Чоловічі шишки Torreya nucifera
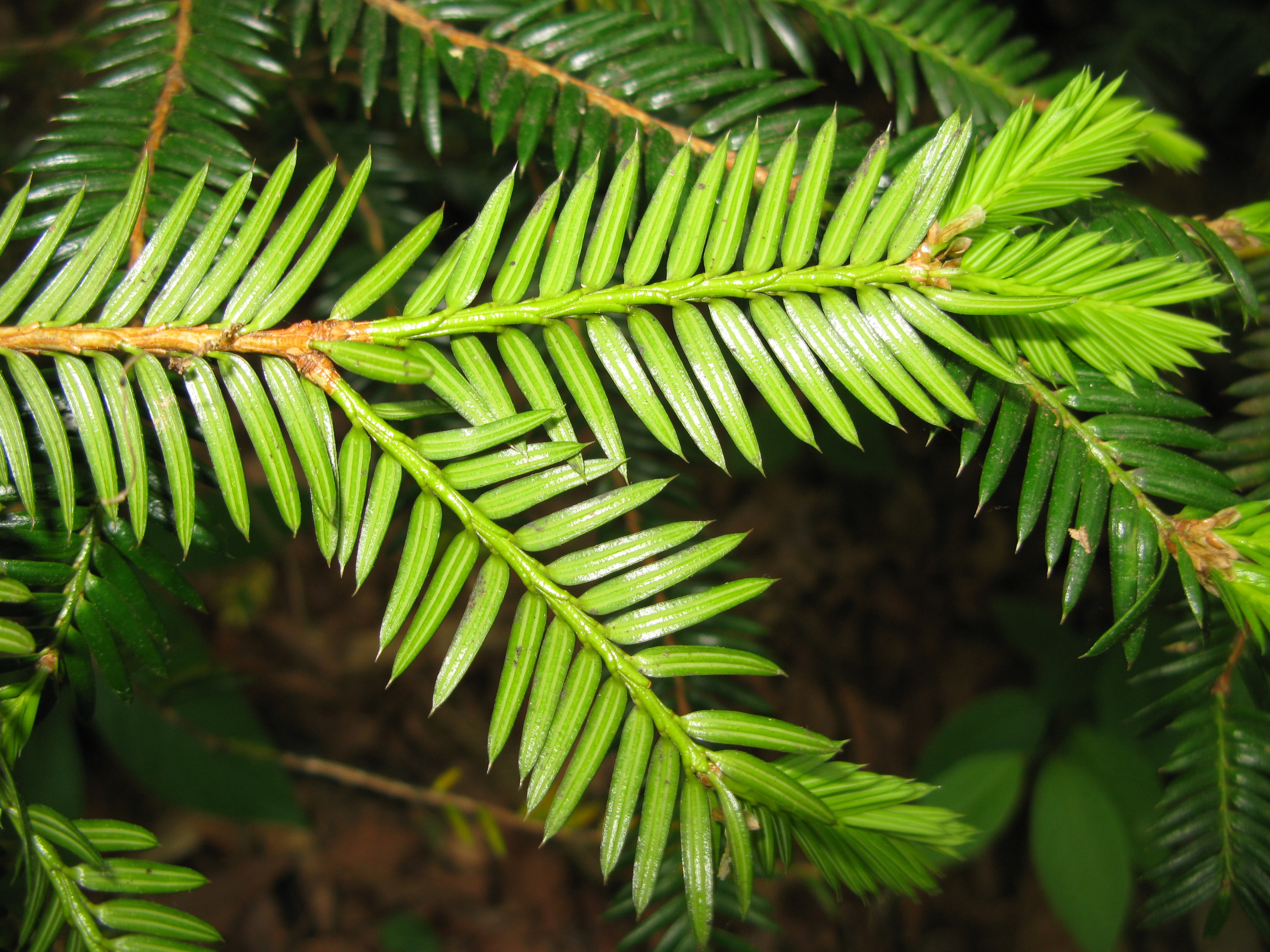
Гілка Torreya nucifera
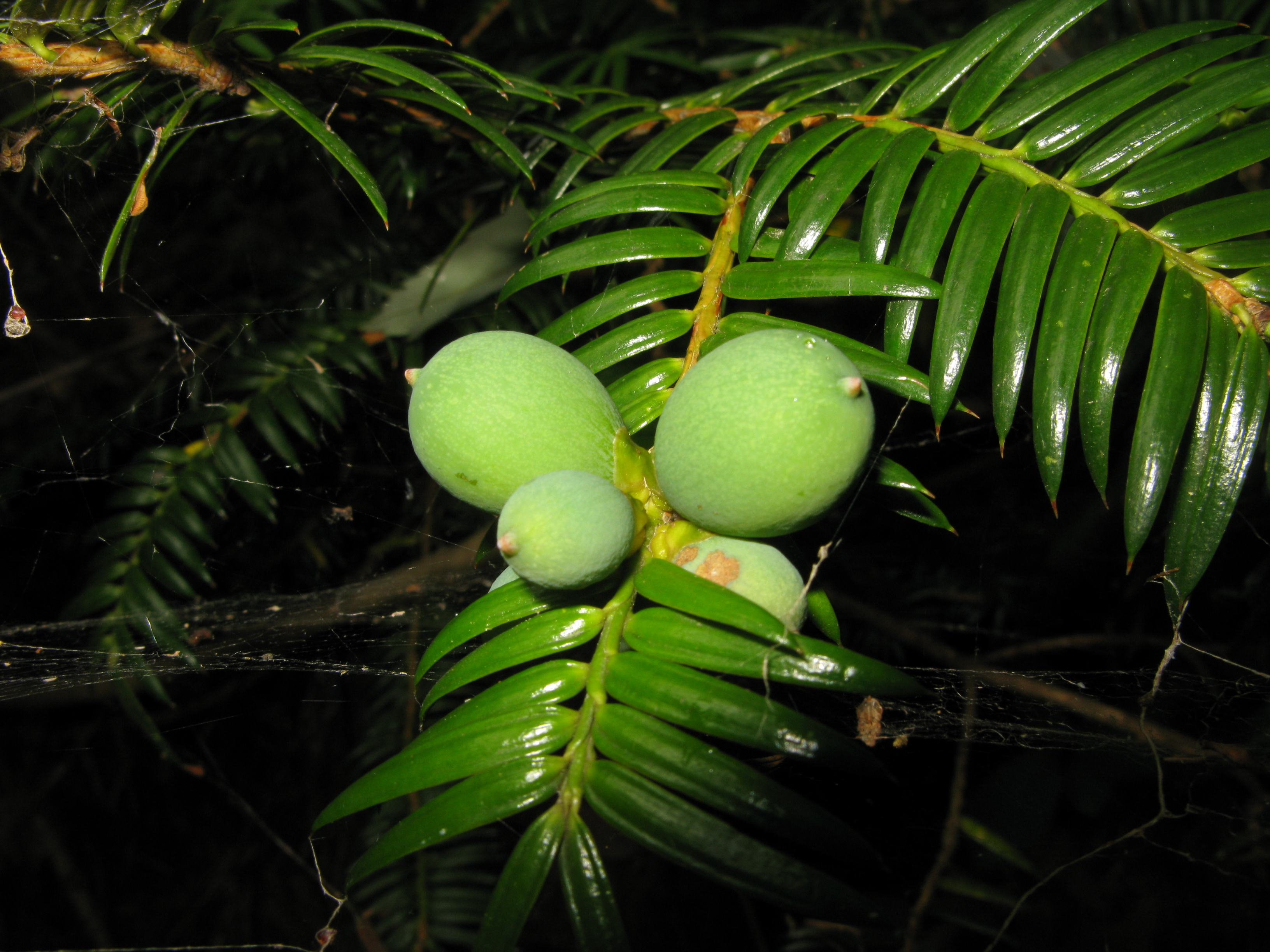
Плоди Torreya nucifera
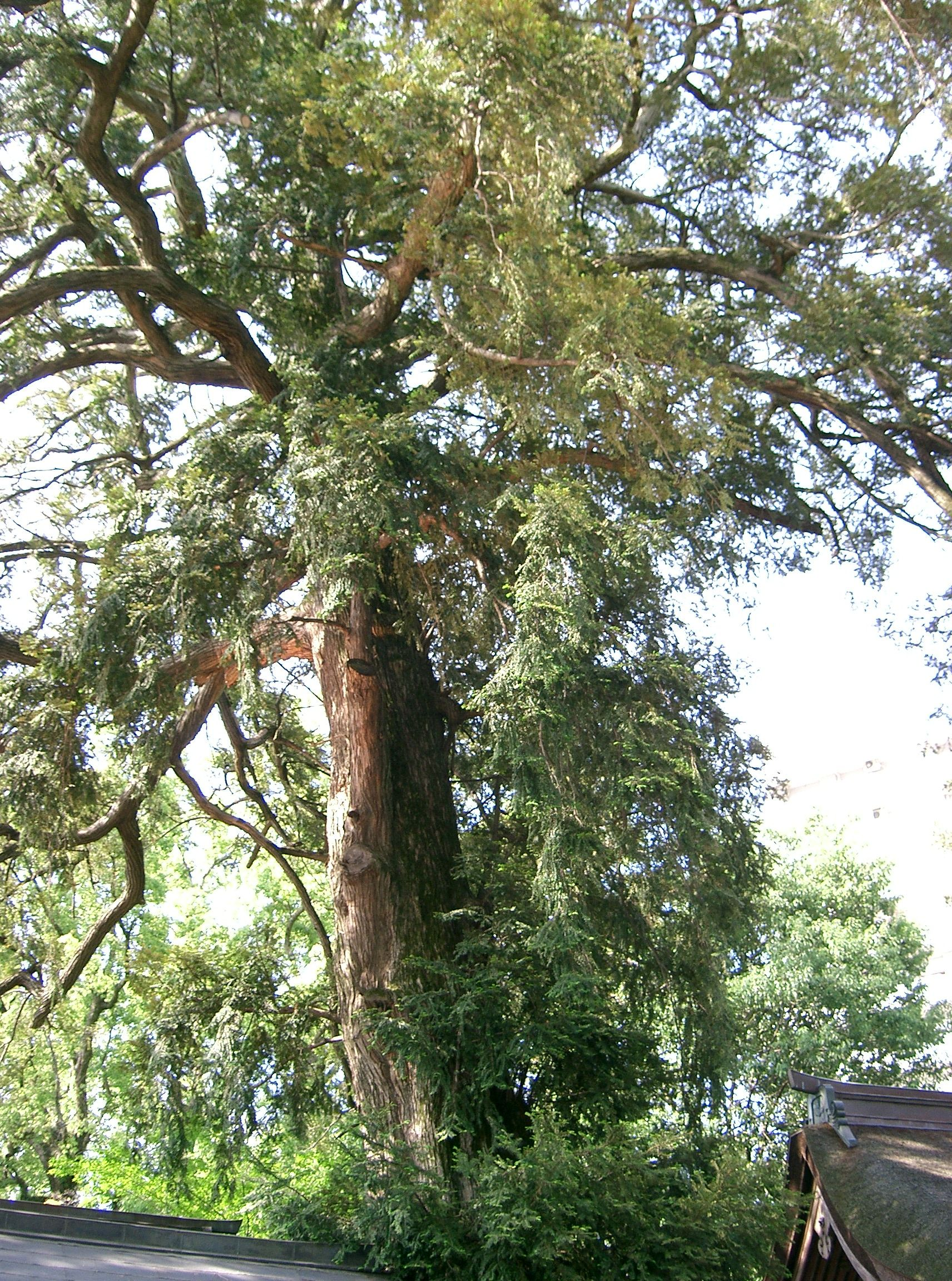
Torreya nucifera в повний зріст
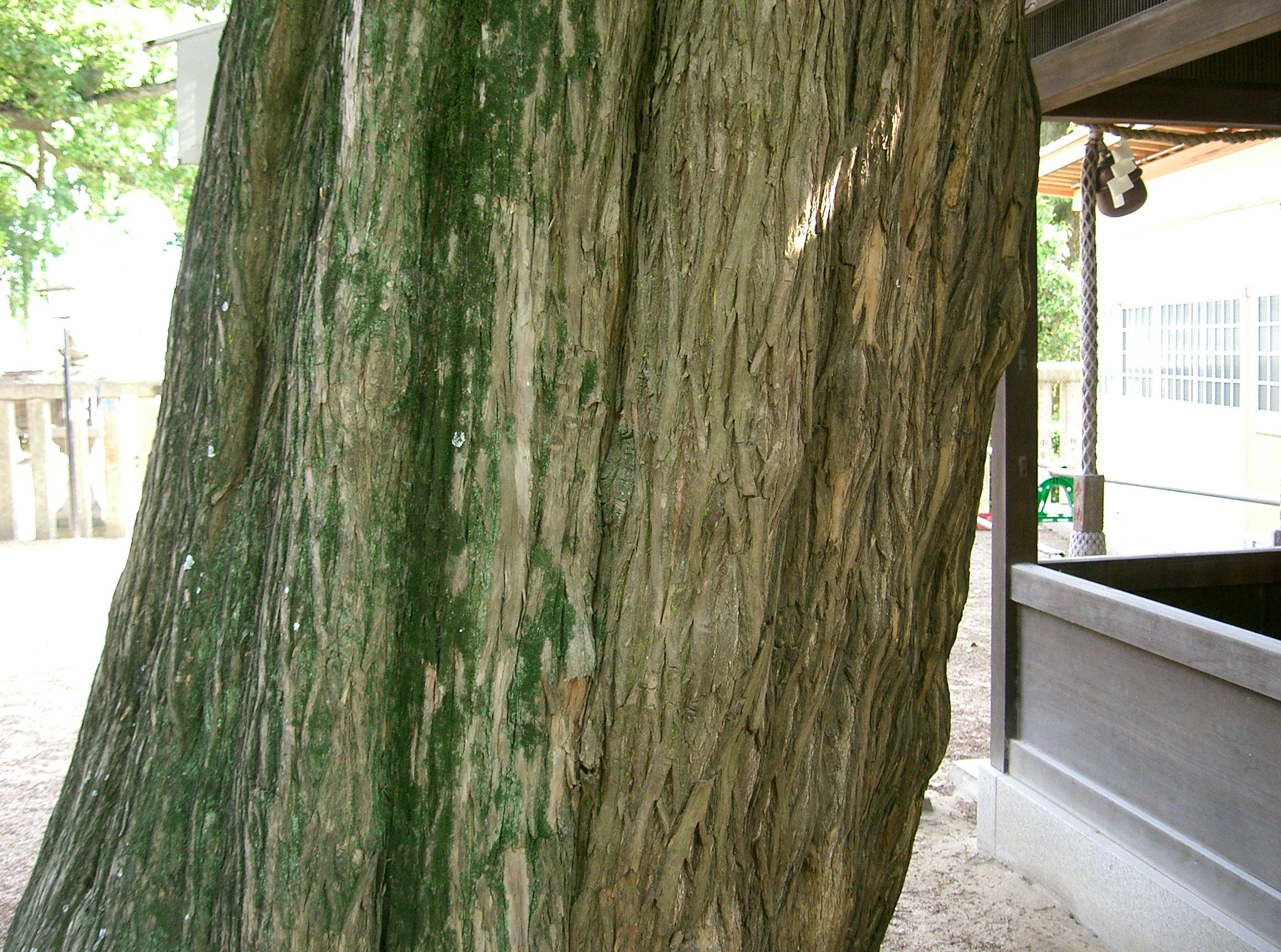
Стовбур Torreya nucifera
Порівняння Torreya californica і Torreya taxifolia
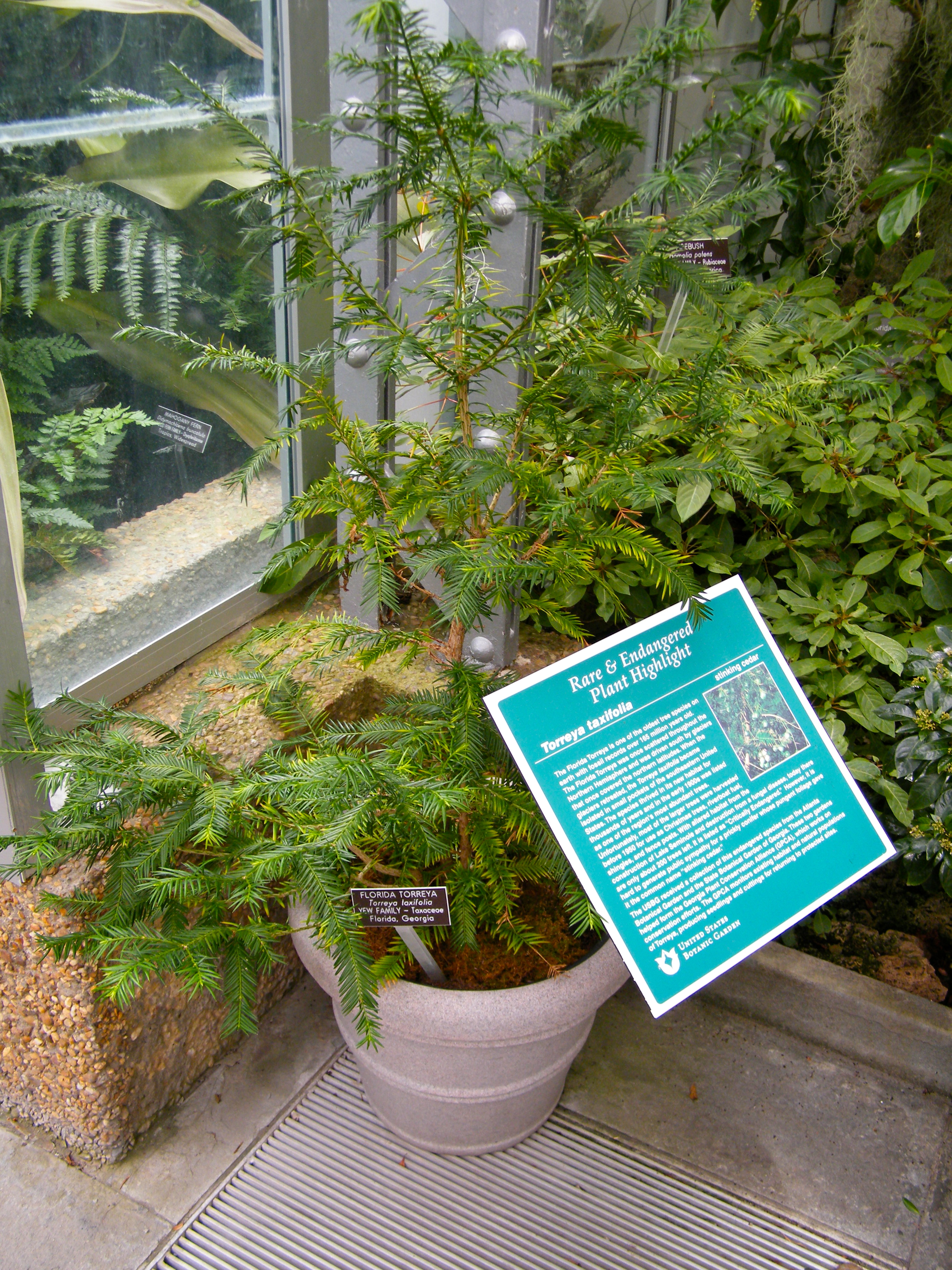
Torreya taxifolia — ботанічний сад США
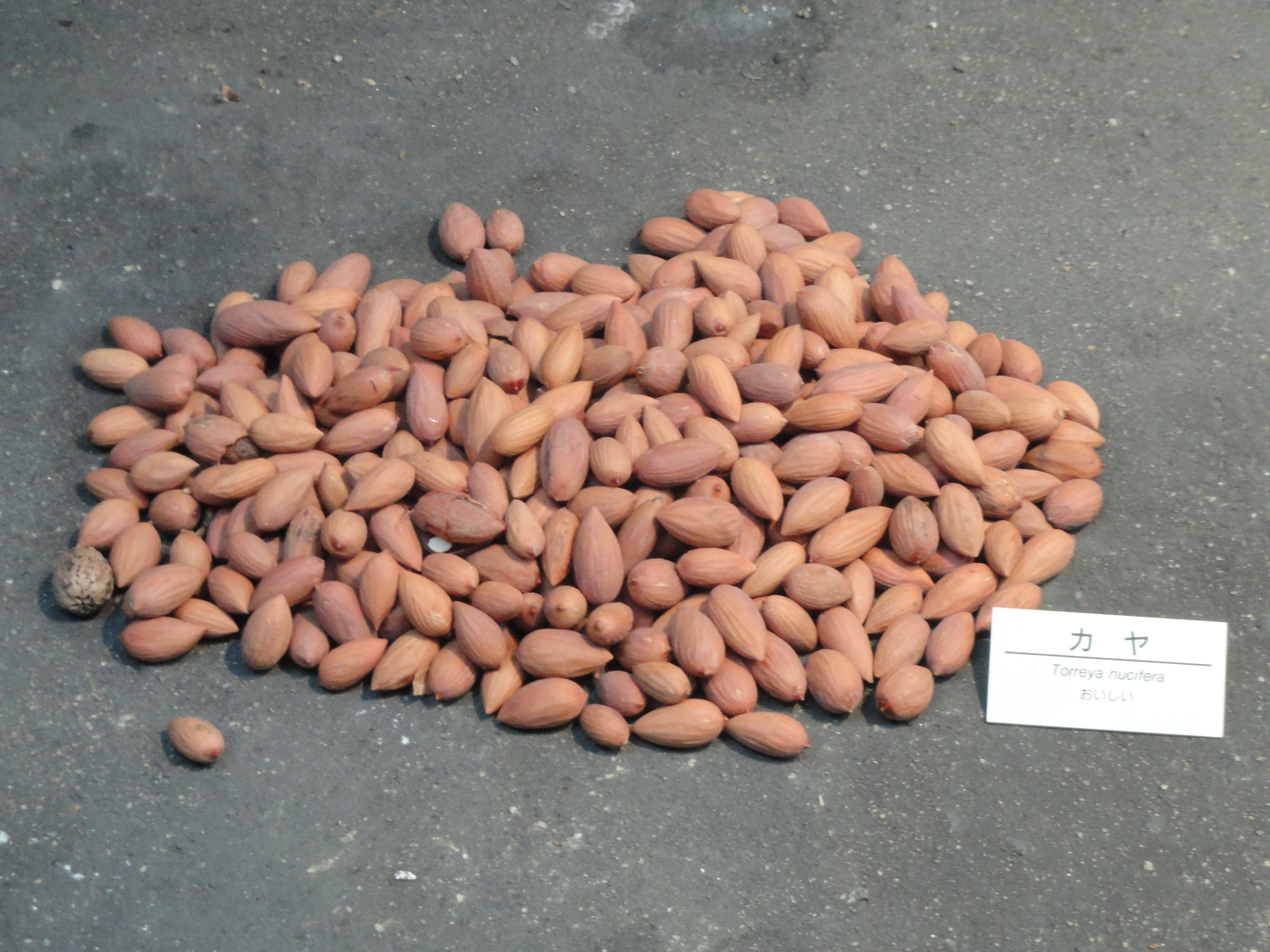
Горіхи виду Torreya nucifera в м. Осака, Японія (Музей природничої історії)